# Albert Martin (politicus)
Albert Auguste Ghislain Martin (Philippeville, 10 april 1912 - 1 november 1976) was een Belgisch volksvertegenwoordiger.

## Levensloop
Martin werd in 1952 gemeenteraadslid in Philippeville. Hij was ook provincieraadslid van 1954-1958 en nog enkele maanden in 1961.
In 1962 werd hij verkozen tot socialistisch volksvertegenwoordiger voor het arrondissement Dinant-Philippeville. Hij vervulde dit mandaat tot in 1965.
In Onhaye is er een Rue Albert Martin en in Philippeville een Piscine Albert Martin.